# Говард, Генри Чарльз, 18-й граф Саффолк
Генри Чарльз Говард, 18-й граф Саффолк, 11-й граф Беркшир (англ. Henry Charles Howard, 18th Earl of Suffolk, 11th Earl of Berkshire; 10 сентября 1833 — 31 марта 1898) — британский пэр и либеральный политик. Он носил титул учтивости — виконт Андовер с 1851 по 1876 год.

## Происхождение
Родился 10 сентября 1833 года. Старший сын Чарльза Говарда, 17-го графа Саффолка (1805—1876), и Изабеллы Кэтрин Говард-Молинё (1806—1891), дочери лорда Генри Томаса Говарда-Молинё-Говарда.

## Политическая карьера
Генри Говард заседал в Палате общин Великобритании от Малмсбери в Уилтшире (1859—1868) .
14 августа 1876 года после смерти своего отца Генри Говард унаследовал титулы 18-го графа Саффолка, 11-го графа Беркшира, 11-го виконта Андовера в графстве Саутгемптон и 11-го барона Говарда из Чарльтона в графстве Уилтшир, став членом Палаты лордов Великобритании.
Член Совета графства Уилтшир с 1889 года.

## Семья
2 декабря 1868 года лорд Саффолк женился на Мэри Элеонор Лодердейл Ковентри (25 сентября 1847 — 31 октября 1928), дочери достопочтенного Генри Амелиуса Ковентри и Кэролайн Стерлинг Дандас. У супругов было семеро детей:
- Леди Мэри Мюриэль Софи Говард (1 марта 1870 — 19 февраля 1938)[2], вышла замуж за своего двоюродного брата Генри Роберта Боклерка Ковентри и имела детей.
- Неназванная дочь, родившаяся осенью 1871 года, умерла вскоре после рождения.
- Леди Элеонора Мейбл Говард (11 февраля 1873 — 9 марта 1945)[2], в 1902 году она вышла замуж за достопочтенного майора Лайонела Бинга, сына Джорджа Бинга, 2-го графа Страффорда
- Леди Агнес Изабель Говард (30 июня 1874—1970)[2], в 1917 году она вышла замуж за майора Артура Пойнтера
- Генри Молинье Пэджет Говард, 19-й граф Саффолк (1877—1917), старший сын и преемник отца
- Леди Кэтрин Миллисент Говард (10 сентября 1883 — 1 апреля 1961)
- Достопочтенный Джеймс Книветт Эсткорт Говард (1 мая 1886 — 5 декабря 1964), он женился на Нэнси Лаббок (дочери Эдгара Лаббока и Эми Майдделтон Пикок)

Лорд Саффолк скончался в марте 1898 года в возрасте 64 лет, и его титулы унаследовал его старший сын Генри.